# Aplec del mussol
L'Aplec del Mussol és una festa que organitza l'Ateneu de Sant Quirze amb la col·laboració de l'Ajuntament des de l'any 1992 cada segon cap de setmana després de Setmana Santa. Durant dos dies, el mussol, símbol identificatiu del poble, pren protagonisme, ja que les diverses activitats que s'organitzen giren en torn la seva figura.
El matí de diumenge se celebra la fira d'artesans, en la qual és possible trobar tota mena d'objectes que fan referència a aquesta au, i que ha esdevingut punt de trobada de col·leccionistes de mussols de tot arreu.
En aquesta mateixa fira i en les pastisseries del poble, es posen a la venda els pastissos de mussol i els “mussolets”. Durant l'Aplec també es lliuren diversos guardons, com el Mussol de Sant Quirze, Mussol de l'Any i Quina Mussolada.
El Mussol de l'any reconeix a aquelles persones que han destacat per la seva trajectòria professional o mediàtica. El Mussol de Sant Quirze reconeix persones físiques o jurídiques que s'hagin distingit per algun fet o activitat que impulsi la identitat del poble o projecti el municipi cap a l'exterior. Quina Mussolada distingeix entitats, comerços o iniciatives que hagin incorporat un mussol en la seva imatge o en l'activitat que desenvolupen.
| Any  | Mussol de Sant Quirze                                                                                                | Mussol de l'any | Quina mussolada                                                                                       | Ciutat mussola        |
| ---- | --- | --- | --- | --------------------- |
| 1996 | | Johan Cruyff (FC Barcelona) i El Terrat (productora audiovisual) | |                       |
| 1997 | | Pasqual Maragall i Mira (alcalde de Barcelona) i Senyor Casamajor (personatge de ràdio)                                                                             | |                       |
| 1998 | | Mari Pau Huguet (periodista) i Antoni Farrés i Sabater (alcalde de Sabadell)                                                                                        | |                       |
| 1999 | | Emma Bonino (comissària europea) i Malalts de tele (TV3) | |                       |
| 2000 | | Manuel Vázquez Montalbán (escriptor) i Miguel Gila Cuesta (humorista i comediant)                                                                                   | |                       |
| 2001 | | Gemma Nierga i Barris (presentadora de ràdio) i Xavier Pomés i Abella (conseller d'Interior)                                                                        | Mercè Valero i Balneari Broquetas                                                                     |                       |
| 2002 | | Carles Solà i Ferrando (rector UAB) i Operación Triunfo (TV1) | Regidoria de Promoció Econòmica i Club Excursionista de Sant Quirze                                   |                       |
| 2003 | | Plataforma Nunca Máis i Plats bruts (TV3) | Coral Il·lustració Artística de Sant Quirze, Gremi de forners i pastissers, web "El Mussol espavilat" |                       |
| 2004 | Club d'Handbol Sant Quirze (50è aniversari) i Club Excursionista Sant Quirze (creació secció infantil "Peus de Gat") | Valero Rivera i López (entrenador d'handbol del FC Barcelona) i La columna (programa de TV3)                                                                        | Enderrocs Mussol SL i Fundació Danone                                                                 |                       |
| 2005 | Josep Sos (treball altruista Casal d'Avis) i Roger Vilaseca Monforte (esportista)                                    | Jordi Pujol i Soley i Mònica Terribas i Sala (La nit al dia (TV3)                                                                                                   | Estat grec (moneda 1 €) i cadena de restaurants El Mussol                                             |                       |
| 2006 | Grup d'Investigació i Història de Sant Quirze                                                                        | Carles Francino i Murgades i Las noticias del guiñol (Canal +) | Club Ciclista del Pedra i Laia Aubert (esportista)                                                    |                       |
| 2007 | Josep Maria Guarch (esportista) i Sant Quirze Bàsquet Club                                                           | Polònia (TV3) i En clau de vi (TV3) | Virtu Morón (presentadora Aplec del Mussol) i Fundació Bosch i Cardellach (premis Minerva)            |                       |
| 2008 | Colla de Geganters i Grallers de Sant Quirze del Vallès                                                              | Lluís Brunet (Caixa Sabadell), Centre de Recerca en Salut Internacional de Barcelona i les germanes Mireia i Gemma, Abant i Condal (campiones Mundial de Biketrial) | Ateneu del Món (X aniversari)                                                                         |                       |
| 2009 | Primer consistori de l'Ajuntament de Sant Quirze de Vallès                                                           | Ferran Adrià Acosta, meteoròlegs de TV3 i Pallapupas - pallassos d'Hospital                                                                                         | |                       |
| 2010 | Forn Josep Maria Valls                                                                                               | Sergi Cutillas i Pintor (professional de la imatge i el so) i Terra verda (TV2)                                                                                     | |                       |
| 2011 | Jaume Cases Martínez (escultor, pintor, dibuixant i dissenyador)                                                     | Xavi Hernández, José Manuel Blecua (President de la RAE) i la secció femenina de waterpolo del CN Sabadell                                                          | |                       |
| 2012 | Joan Prim i Terrades (modelista naval)                                                                               | Màrius Serra i Roig (escriptor), Banc dels Aliments i Quèquicom (programa TV3)                                                                                      | Picanyol                                                                                              | Palma d'Ebre          |
| 2013 | Jordi Calvís (pintor)                                                                                                | Emma Roca i Rodríguez (esportista) i Salvados (LaSexta TV) | | Castellar del Vallès  |
| 2014 | Institut Sant Quirze                                                                                                 | Castellers de Sabadell i El intermedio (LaSexta TV) | | Sant Cugat del Vallès |
| 2015 | Àlvar Garcia Trabanca (lluitador pels drets socials)                                                                 | Ràdio Barcelona i Fundació La Marató de TV3 | | La Garriga            |
| 2016 | Ràdio Sant Quirze | Club Natació Sabadell i Institut Guttmann | | Sabadell              |
| 2017 | Escola El Turonet | Quim Masferrer, Caterina Biscari (directora del sincrotró ALBA) i Associació Proactiva Open Arms                                                                    | Bella Quirze Band                                                                                     |                       |
| 2018 | Ferran Solé Sala (jugador handbol) Salvador Núñéz de Castro (membre del GIHSQ)                                       | | Club Marxa Nòrdica Sant Quirze Nordicwalks                                                            |                       |
| 2019 | Albert Segura (periodista)                                                                                           | | La Colla de Diables de Sant Quirze del Vallès Arxivat 2019-07-21 a Wayback Machine.                   |                       |